# Critics' Choice Movie Award des meilleurs costumes
Le Critics' Choice Movie Award des meilleurs costumes  (Broadcast Film Critics Association Award for Best Costume Design) est une récompense décernée aux professionnels de l'industrie du cinéma par le jury de la Broadcast Film Critics Association depuis 2010.

## Palmarès

### Années 2010
- 2010[1] : Victoria : Les Jeunes Années d'une reine (The Young Victoria)
  - Bright Star
  - Nine
  - Max et les maximonstres (Where the Wild Things Are)
  - Inglourious Basterds

- 2011[2] : Alice au pays des merveilles (Alice in Wonderland)
  - Black Swan
  - Le Discours d'un roi (The King's Speech)
  - True Grit

- 2012[3] : The Artist
  - My Week with Marilyn
  - Jane Eyre
  - Hugo Cabret (Hugo)
  - La Couleur des sentiments (The Help)

- 2013[4] : Anna Karénine (Anna Karenina)
  - Cloud Atlas
  - Le Hobbit : Un voyage inattendu (The Hobbit: An Unexpected Journey)
  - Lincoln
  - Les Misérables

- 2014[5] : Gatsby le Magnifique (The Great Gatsby) – Catherine Martin
  - American Bluff (American Hustle) – Michael Wilkinson
  - Dans l'ombre de Mary (Saving Mr. Banks) – Daniel Orlandi
  - Le Hobbit : La Désolation de Smaug (The Hobbit: The Desolation of Smaug) – Bob Buck, Lesley Burkes-Harding, Ann Maskrey et Richard Taylor
  - Twelve Years a Slave – Patricia Norris

- 2015[6] : The Grand Budapest Hotel – Milena Canonero
  - Inherent Vice – Mark Bridges
  - Into the Woods – Colleen Atwood
  - Maléfique (Maleficent) – Anna B. Sheppard
  - Mr. Turner – Jacqueline Durran

- 2016 : Mad Max: Fury Road – Jenny Beavan
  - Brooklyn – Odile Dicks-Mireaux
  - Carol – Sandy Powell
  - Cendrillon (Cindirella) – Sandy Powell
  - Danish Girl – Paco Delgado

- 2017 : Jackie – Madeline Fontaine
  - Alliés (Allied) – Joanna Johnston
  - Les Animaux fantastiques (Fantastic Beasts and Where to Find Them) – Colleen Atwood
  - Florence Foster Jenkins – Consolata Boyle
  - La La Land – Mary Zophres
  - Love and Friendship – Eimer Ní Mhaoldomhnaigh

- 2018 : Phantom Thread – Mark Bridges
  - Blade Runner 2049 – Renée April
  - La Belle et la Bête – Jacqueline Durran
  - Wonder Woman – Lindy Hemming
  - La Forme de l'eau (The Shape of Water) – Luis Sequeira

- 2019 : Black Panther – Ruth E. Carter
  - Marie Stuart, reine d’Écosse (Mary Queen of Scots) – Alexandra Byrne
  - Bohemian Rhapsody – Julian Day
  - La Favorite (The Favourite) – Sandy Powell
  - Le Retour de Mary Poppins (Mary Poppins Returns) – Sandy Powell

### Années 2020
- 2020 : Dolemite Is My Name – Ruth E. Carter
  - Rocketman – Julian Day
  - Les Filles du docteur March (Little Women) – Jacqueline Durran
  - Once Upon a Time… in Hollywood – Arianne Phillips
  - The Irishman – Sandy Powell et Christopher Peterson
  - Downton Abbey – Anna Robbins

- 2021 : Ann Roth pour Le Blues de Ma Rainey (Ma Rainey's Black Bottom)
  - Alexandra Byrne pour Emma
  - Bina Daigeler pour Mulan
  - Suzie Harman et Robert Worley pour The Personal History of David Copperfield
  - Nancy Steiner pour Promising Young Woman
  - Trish Summerville pour Mank

- 2022 : Jenny Beavan pour Cruella
  - Bob Morgan et Jacqueline West pour Dune
  - Luis Sequeira pour Nightmare Alley
  - Paul Tazewell pour West Side Story
  - Janty Yates pour House of Gucci

- 2023 : Ruth E. Carter – Black Panther: Wakanda Forever
  - Jenny Eagan – Glass Onion : Une histoire à couteaux tirés
  - Shirley Kurata – Everything Everywhere All at Once
  - Catherine Martin – Elvis
  - Gersha Phillips – The Woman King
  - Mary Zophres – Babylon

- 2024 : Jacqueline Durran – Barbie
  - Lindy Hemming – Wonka
  - Francine Jamison-Tanchuck – La Couleur pourpre (The Color Purple)
  - Holly Waddington – Pauvres Créatures (Poor Things)
  - Jacqueline West – Killers of the Flower Moon
  - Janty Yates et David Crossman - Napoléon

- 2025 : Paul Tazewell pour Wicked
  - Lisy Christl pour Conclave
  - Linda Muir pour Nosferatu
  - Massimo Cantini Parrini pour Maria
  - Jacqueline West pour Dune, deuxième partie (Dune: Part Two)
  - Janty Yates et Dave Crossman pour Gladiator 2